# Heinrich Isselburg
Heinrich Isselburg (* 1577; † 29. März 1628 in Bremen) war ein evangelisch-reformierter deutscher Theologe, der als Delegierter aus Bremen 1618/1619 an der Dordrechter Synode teilnahm.

## Biografie
Heinrich Isselburg stammte aus einer Kölner Familie, die von der römisch-katholischen zur evangelisch-reformierten Kirche übergetreten war. Der Vater, Caspar Isselburg, war von 1571 bis 1582 Pfarrer an der Martinikirche zu Bremen. Über die Jugend des Sohnes Heinrich ist nichts bekannt. 1607 begegnet er erstmals als Professor in Duisburg, 1612 war er erster Pfarrer an der Bremer Liebfrauenkirche, und am dortigen Gymnasium illustre hatte er 1617 den Rang eines Doktors und Professors der Theologie. Gemeinsam mit Ludwig Crocius und Matthias Martinius bildete er die Delegation der Bremer Kirche auf der Synode zu Dordrecht.
Isselburg verfasste mehrere Werke, teils Streitschriften, teils Erbauungsliteratur.